# Дорифор
Дорифо́р (грец. Δορυφόρος — «Списоносець») — одна з найзнаменитіших статуй античності, ідеальна фігура юнака зі списом-дорі, робота скульптора Поліклета Старшого, втілення його «Канону», яка була створена близько 450-440 років до н. е. Оригінал статуї не зберігся. Існують численні копії «Дорифора».

## Статуя
У «Доріфора» складна поза, відмінна від статичної пози античних куросів. Він є раннім прикладом класичного контрапосту, адже його творець Поліклет першим додумався надавати фігурам таку поставу, щоб вони спиралися на нижню частину лише однієї ноги. Крім того, постать здається рухомою і жвавою, завдяки тому, що горизонтальні осі не є паралельними (див. Хіазм).

### Канон Поліклета
«Доріфор» — це не зображення конкретного спортсмена-переможця, а ілюстрація канонів чоловічої ідеальної краси. Іноді цю статую так і називали — «Канон Поліклета», слідом за однойменним теоретичним трактатом його творця. Поліклет виклав у ньому цифровий закон ідеальних пропорцій чоловічого тіла. Ці пропорції знаходяться одна з однією у цифровому співвідношенні. До того ж, у ньому втілюються теоретичні ідеї про перехрещений розподіл напруги в руках і ногах. Основи піфагореїзму, цієї числової магії, якої дотримувався Поліклет, теж вплинули на пропорції «Списоносця». Сама праця «Канон» здійснила великий вплив на європейську культуру, попри те, що від теоретичного твору збереглося всього два фрагмента, відомості про нього уривчасті, а математична основа досі остаточно не виведена.

### Параметри статуї

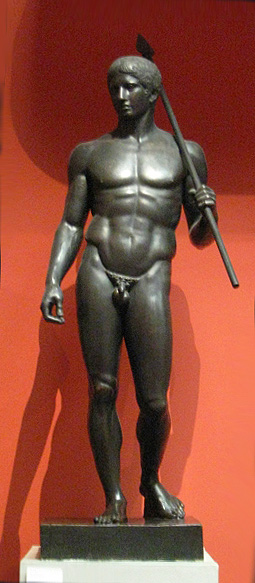
Копія, з бронзи

Якщо перерахувати пропорції «Дорифора» для зросту 178 см, то параметри ідеальної фігури чоловіка  будуть такими:
| - об'єм шиї — 44 см, - груди — 119, - біцепс — 38, - талія — 93, - передпліччя — 33, - зап'ясток — 19, - пеніс — 7, | - сідниці — 108, - стегна — 60, - коліна — 40, - гомілки — 42, - щиколотки — 25, - кісточки — 30 см. |

## Копії
Оригінал не зберігся. Існують численні копії, у тому числі у Неаполі, Ватикані (Музей Кьярамонті), Мюнхені, Флоренції. (У мармурових копіях позаду лівої ноги споруджена підпірка, що в бронзовому оригіналі не була присутня).
Збереглася 31 копія Дорифора Поліклета, як вказують: "найзнаменитіша і найвірніша — у Неаполі; найкраща репліка голови — з Геркуланума, з сигнатурою афінського копіїста Аполлонія; найкращі репліки торсу — у Галереї Уффіці у Флоренції, з базальту, Пурталеса".